# Droits LGBT au Turkménistan

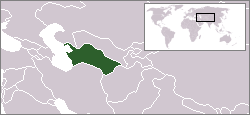
Localisation du Turkménistan

Les personnes lesbiennes, gays, bisexuelles et transgenres (LGBT) au Turkménistan peuvent faire face à des difficultés légales que ne connaissent pas les résidents non-LGBT.

## Droit
Au Turkménistan, l'homosexualité masculine est illégale et punie de deux ans de prison.
L'article 135 du Code Pénal de 1997, effectif depuis le 1er janvier 1998 dispose :
Article 135. Sodomie. La sodomie qui est la relation sexuelle entre deux hommes est punie d'une peine de prison pour une durée allant jusqu'à deux ans maximum.
L'homosexualité féminine n'est pas interdite. Compte tenu de la législation turkmène et des persécutions subies, de nombreux LGBT demandent l'asile dans le pays voisin, le Kirghizistan où l'homosexualité est légale.
En mai 2007 est accordé pour la première fois l'asile aux États-Unis d'une femme lesbienne turkmène.

## Tableau récapitulatif
| Dépénalisation de l’homosexualité                                                   | Pour les hommes / Pour les femmes |
| Majorité sexuelle identique à celle des hétérosexuels                               | Pour les hommes / Pour les femmes |
| Interdiction des discours de haine contre les LGBT                                  | Non                               |
| Interdiction de la discrimination liée à l'orientation sexuelle à l'embauche        | Non                               |
| Interdiction de la discrimination liée à l'identité de genre dans tous les domaines | Non                               |
| Mariage civil ou partenariat civil                                                  | Non                               |
| Adoption conjointe dans les couples de personnes de même sexe                       | Non                               |
| Adoption par les personnes homosexuelles célibataires                               | Non                               |
| Droit pour les gays de servir dans l’armée                                          | Non                               |
| Droit de changer légalement de genre (après stérilisation)                          | Non                               |
| Gestation pour autrui pour les gays                                                 | Non                               |
| Accès aux FIV pour les lesbiennes                                                   | Non                               |
| Autorisation du don de sang pour les HSH                                            | Non                               |